# Prolixandromyces corniculatus
Prolixandromyces corniculatus är en svampart som beskrevs av R.K. Benj. 1970. Prolixandromyces corniculatus ingår i släktet Prolixandromyces och familjen Laboulbeniaceae.   Inga underarter finns listade i Catalogue of Life.